# تیکسوباکتین
تیکسوباکتین (به انگلیسی: Teixobactin) نوعی آنتی بیوتیک جدید با وزن مولکولی پایین علیه باکتری‌های گرم مثبت است. این آنتی بیوتیک هنوز در مرحله پژوهش است و وارد بازار نشده است.
تیکسوباکتین با استفاده از متد جدیدی به نام تراشه جداسازی (ichip) از کشت باکتری در خاک کشف شد که به پژوهشگران اجازه کشت باکتری‌هایی را می‌دهد  که قبلاً غیرقابل کشت بودند. این آنتی بیوتیک از باکتری Eleftheria terrae بدست آمده است.
ظاهراً به دسته جدیدی از آنتی بیوتیک‌ها تعلق دارد که باکتری‌ها را با چسبیدن به لیپید ll و لیپید lll که پیش ماده‌های مهمی در تشکیل دیواره سلولی می‌باشند از بین می‌برد.

## اثر ضد میکروبی
تیکسوباکتین علیه همه‌ی باکتری های گرم مثبت به کار می رود و توانسته استافیلوکوکوس ارئوس و مایکوباکتریوم توبرکلوزیس را بدون هیچگونه مقاومت آنتی بیوتیکی قابل شناسایی از بین ببرد؛ و علیه انتروکوک ها ، کلستریدیوم دفیسیل و باسیلوس آنتراسیس به صورت چشمگیری مؤثر بوده است.